# Ana Isabel de Palacio y del Valle Lersundi
Ana Isabel de Palacio y del Valle Lersundi, in genere nota come Ana Palacio (Madrid, 22 luglio 1948) è una politica, docente e avvocato spagnola.
Fu Ministra degli Affari esteri e della Cooperazione nel secondo governo presieduto da José María Aznar. Fu anche deputata al Parlamento Europeo (1994-2002) e nel Congresso dei Deputati (2004-2006), eletta nelle liste del Partito Popolare  (PP).

## Biografia

### Formazione e primi anni di impegno politico
Figlia di Luis María de Palacio y de Palacio, marchese di Matonte, e di Luisa del Valle Lersundi, è la seconda di sette fratelli (tra i quali Loyola de Palacio). Dopo essersi laureata in sociologia, in scienze politiche e in giurisprudenza, nel 1981 diventò professoressa alla Facoltà di Scienze Politiche e sociologia dell'Universidad Complutense de Madrid (UCM). Nel 1984 iniziò ad insegnare alla Universidad Nacional de Educación a Distancia (UNED), poi nel 1992 passò a docenze presso università private.
Dal 1994 al 2002 fu deputata al Parlamento Europeo nella lista del Partido Popular (PP).

### Ministra

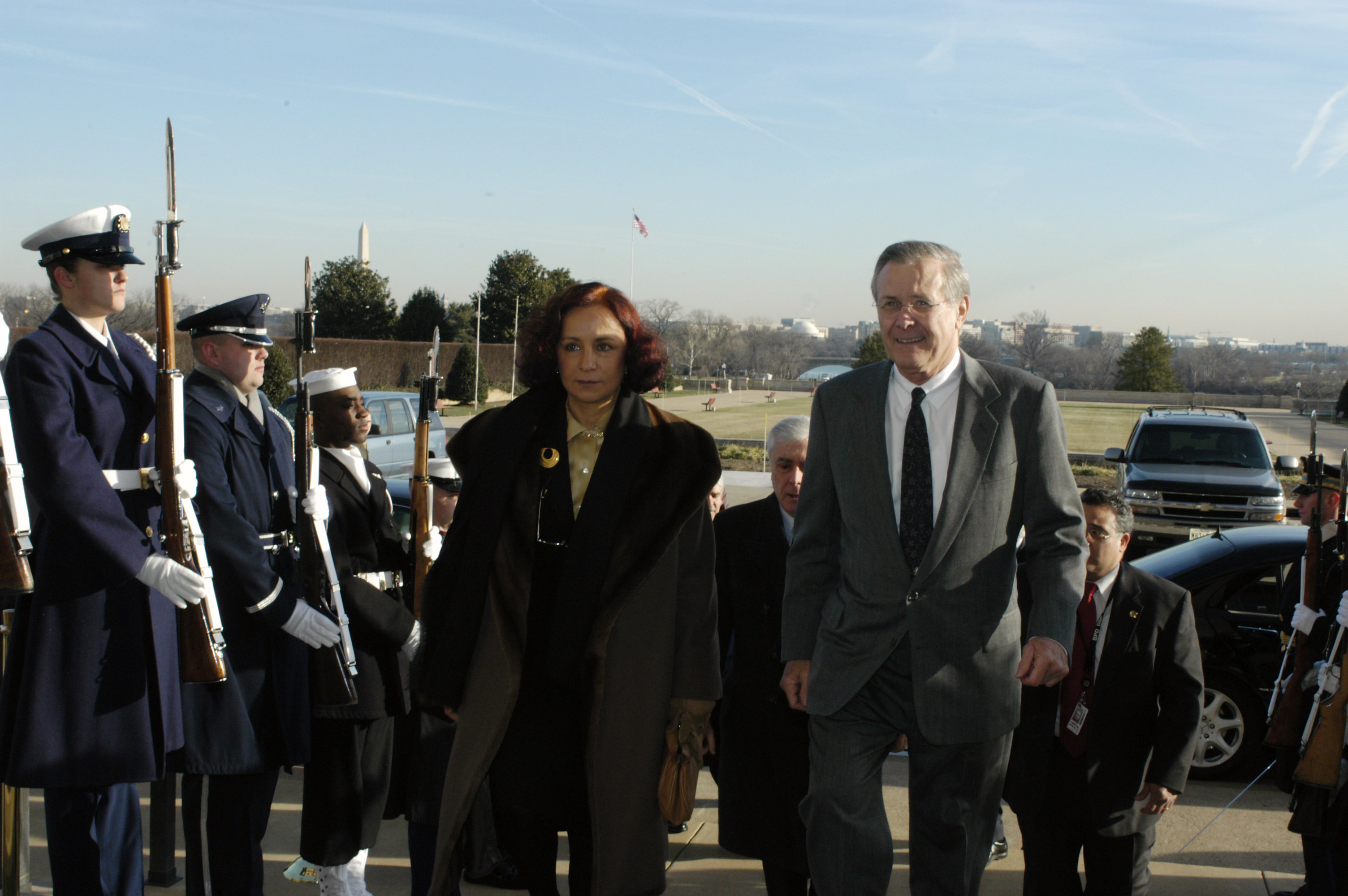
Palacio con Donald Rumsfeld (gennaio 2004)

Nel 2002 fu nominata Ministro degli Affari esteri e della Cooperazione. Come ministra nel 2002 si trovò a gestire il problema dell'occupazione dell'Isola di Perejil da parte del Marocco e la crisi diplomatica che ne seguì, durante la quale i due paesi ritirarono infatti per due anni i rispettivi ambasciatori.
Al Consiglio di sicurezza delle Nazioni Unite sostenne la posizione del governo spagnolo, vicine a quelle di Stati Uniti e Regno Unito, in particolare in merito all'invasione dell'Iraq del 2003.
Terminò il proprio mandato ministeriale nell'aprile del 2004 a seguito dei risultati delle elezioni politiche del 2004 e della formazione di un nuovo governo presieduto da José Luis Rodríguez Zapatero.

### Altre attività
Eletta deputata nella circoscrizione di Toledo nel 2004, nel 2006 rinunciò al proprio seggio, che venne assegnato a Vicente Tirado. Il 16 giugno del 2006 fu nominata vicepresidente della Banca Mondiale. Presentò le proprie dimissioni da questo incarico il 4 marzo 2008, come annunciò in un comunicato interno l'allora presidente dell'istituzione finanziaria Bob Zoellick. Poco più tardi, nel giugno del 2008, divenne vicepresidente di Areva, una azienda pubblica francese attiva nel campo della tecnologia nucleare.
Con Decreto Reale n.562/2012 del 23 marzo 2012, le fu assegnato un seggio di Consigliera elettiva al Consiglio di Stato spagnolo, con decorrenza dal 12 aprile 2012. Rimase in carica fino alla cessazione del proprio mandato, nell'ottobre del 2018.
Nel 2010, Palacio fu tra i partner fondatori di Palacio y Asociados, uno studio legale con base a Madrid, e cominciò anche la collaborazione come consigliera strategica senior per Albright Stonebridge Group,un gruppo di consulenza strategica internazionale. È anche stata visiting professor per la Edmund A. Walsh School of Foreign Service alla Georgetown University a partire dal 2014. Nel 2011 a iniziato a scrivere mensilmente articoli sulla strategia globale per Project Syndicate.
Nel 2014, rappresentò l'ex primo ministro italiano Silvio Berlusconi davanti alla Corte europea dei diritti dell'uomo de Strasburgo. Nel 2016 era membro permanente del consiglio consultivo di United Against Nuclear Iran (UANI), una associazione no-profit con base negli Stati Uniti. A partire dal marzo 2014 è consigliera indipendente di Enagás, S.A. («Empresa Nacional del Gas»), una compagnia che gestisce la rete di trasporto del gas in Spagna.